# Карл-Маркс-Хоф
Карл-Маркс-Хоф (нем. Karl-Marx-Hof) — один из самых известных муниципальных жилых домов в Вене, расположенный в Хайлигенштадте в Дёблинге, 19-м районе города.
Дом был построен в 1927—1930 годах архитектором Карлом Эном. Длина Карл-Маркс-Хофа составляет 1100 м, так что он является одним из длиннейших жилых зданий в мире (длиннее него, например, дом в Волгограде по улицам Грамши и Николая Отрады). Карл-Маркс-Хоф протянулся на четыре остановки трамвая.
12—14 февраля 1934 года Карл-Маркс-Хоф был важнейшим опорным пунктом Февральского восстания. Он был взят правительственными войсками на второй день боёв с применением артиллерии.
В 1924—1930 годах в Вене, помимо Карл-Маркс-Хофа, было построено немало муниципальных домов, комплексов и целых микрорайонов. Среди них есть и «почти однофамилец» — Карл-Марк-Хоф (Karl-Mark-Hof), также расположенный в Дёблинге и названный в честь венского муниципального деятеля, доктора Карла Марка.